# Estación Campanario
Campanario es una antigua estación de ferrocarriles, ubicada en el pueblo de Campanario, en la comuna chilena de Yungay. Formaba parte del Ramal Monte Águila - Polcura. Hoy se encuentra en desuso, y el ramal se levantó.
- Datos: Q5742570